# Фидел Беев
Фидел Димитров Беев е бизнесмен и български политик, кмет на Велинград (2003 – 2005) и народен представител в XL народно събрание.

## Биография
Роден е на 17 юли 1961 година във Велинград, негов брат е бизнесменът Красимир Беев.
На местните избори през 2003 година е избран за кмет на община Велинград, издигнат от Зелената партия, като на първи тур получава 29%, а на втори тур печели.
През 2004 година прокуратурата в Пазарджик му повдига обвинение, че като кмет на Велинград е доставял горива на общински обекти и детски градини от собствената си фирма СД „Братя Бееви“ на обща стойност 142 240 лв. Осъден е през 2009 година.
През 2005 г. Фидел Беев е избран за депутат в XL народно събрание от листата на ДПС в 13 Пазарджишки многомандатен избирателен район. Той беше обвинен в превишаване на права и злоупотреба с власт и за сключване на неизгодни сделки за гориво, докато е бил кмет на Велинград. Софийският апелативен съд (САС) първоначално осъдии Беев по първото обвинение, като му постанови 3 години и половина затвор, но след това Върховният касационен съд (ВКС) върна делото за ново разглеждане на втора инстанция и магистратите отмениха ефективното наказание и така Фидел Беев получава условна присъда.
На местните избори през 2007 година отново се явява като кандидат за кмет на Велинград, но губи. На първи тур от изборите е първи като получава 26,23 % от гласовете, а на втори тур получава 36,65 % от гласовете, като губи от Иван Лебанов.